# Keskinen (sjö i Kajanaland)
Keskinen är en sjö i Finland. Den ligger i kommunen Puolango i landskapet Kajanaland, i den centrala delen av landet, 500 km norr om huvudstaden Helsingfors. Keskinen ligger 171,8 meter över havet. Den ligger vid sjöarna Voipuajärvi och Osmankajärvi. Den är 2,1 meter djup. Arean är 59,5 hektar och strandlinjen är 3,29 kilometer lång. Sjön  ingår i Uleälvens huvudavrinningsområde. 